# 科查莫
41°29′39″S 72°18′24″W / 41.49417°S 72.30667°W

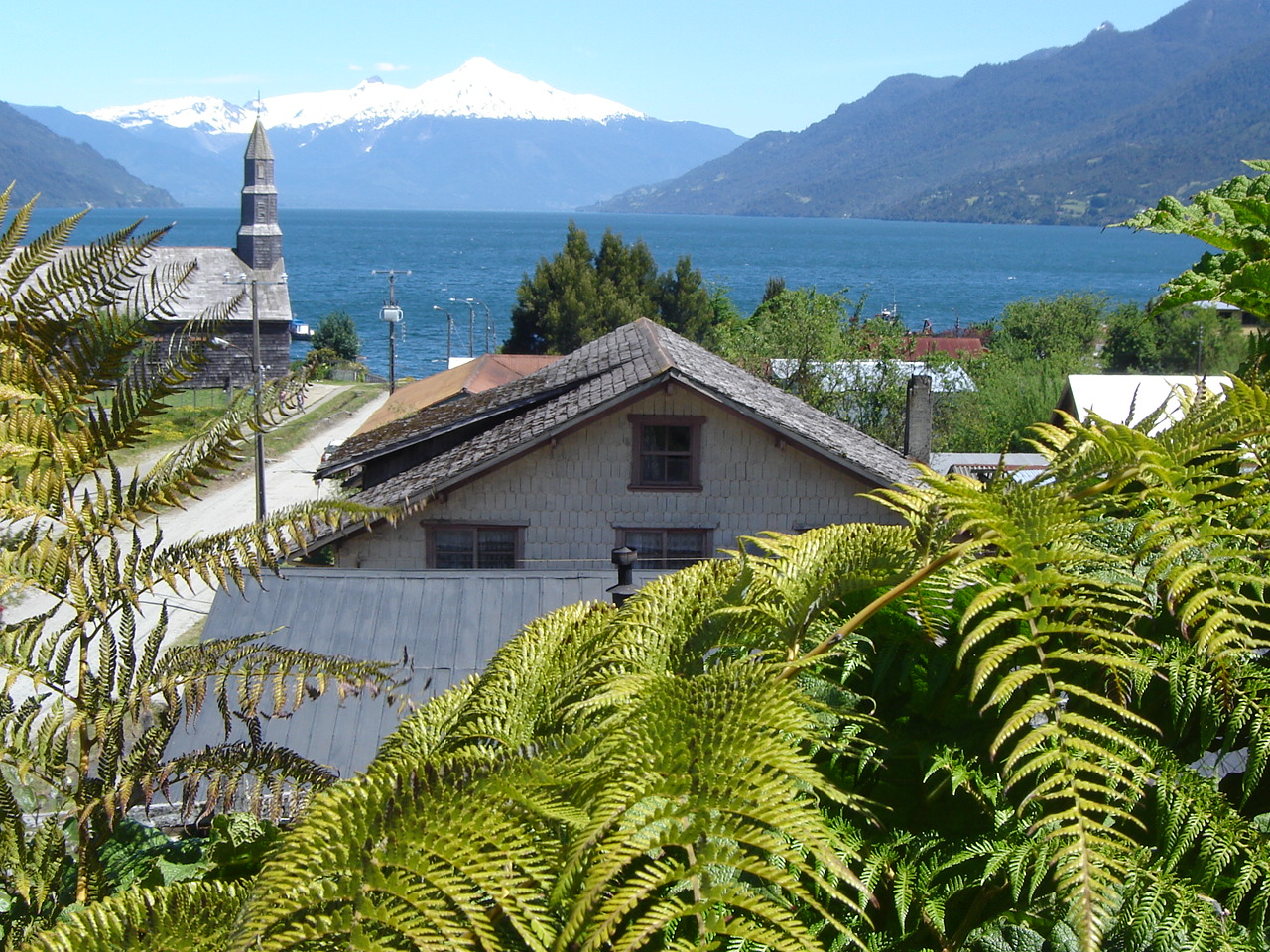

科查莫（西班牙語：Cochamó），是智利的城市，位於該國中南部湖大區的蘭奇胡亞省，始建於1979年，面積3,910.8平方公里，海拔高度7米，2012年人口3,908人，人口密度每平方公里1.00人。